# The show must go on
"The show must go on" (em português: "O show/espetáculo deve continuar") é uma frase corrente na indústria do entretenimento, que encarna o princípio pelo qual, independentemente do que aconteça, qualquer apresentação que tenha sido planejada deve ser realizada para o público.
Não há evidências a sugerir que a expressão seja uma redução de uma frase mais extensa. O dizer e o princípio nele contido são tradicionais no meio teatral, mas sua origem foram estabelecidos no século XIX com os circos. Se um animal se soltasse das amarras ou um artista se ferisse, o apresentador e a banda tentariam manter o controle da situação, de modo que a multidão não entrasse em pânico porque "é um ponto de honra não deixar os outros participantes na mão, abandonando-os, quando não houver plano alternativo."
Mais tarde, a frase foi também empregada no ramo hoteleiro e no show business em geral. Eventualmente, a frase foi usada para expressar a ideia de que um evento ou uma atividade deve continuar mesmo que haja problemas ou dificuldades, independentemente de qualquer relação com a indústria do entretenimento